# Richard Pearson (monteur)
Pour les articles homonymes, voir Pearson et Richard Pearson.
Richard "Rick" Pearson né en novembre 1961 à Minneapolis (Minnesota), est un monteur américain, principalement actif au cinéma sur des films d'action. Pearson, conjointement avec Clare Douglas et Christopher Rouse, a reçu le prix BAFTA du meilleur montage pour le film Vol 93 (2006).

## Filmographie partielle

### Au cinéma
- 1999 : Bowfinger, roi d'Hollywood de Frank Oz
- 1999 : Les Muppets dans l'espace
- 2001 : Scary Movie 2
- 2001 : The Score de Frank Oz
- 2002 : Men in Black 2
- 2004 : La Mort dans la peau
- 2005 : Crime City
- 2006 : Vol 93 de Paul Greengrass
- 2007 : Les Rois du patin
- 2008 : Max la Menace
- 2008 : Quantum of Solace
- 2012 : Sécurité rapprochée
- 2014 : Maléfique de Robert Stromberg
- 2014 : Dracula Untold de Gary Shore
- 2016 : Mr. Wolff (The Accountant) de Gavin O'Connor
- 2019 : Wonder Woman 1984 de Patty Jenkins
- 2022 : Enzo le Croco (Lyle, Lyle, Crocodile) de Josh Gordon et Will Speck
- 2025 : Mr. Wolff 2 (The Accountant 2) de Gavin O'Connor

## Distinctions
- BAFTA 2007 : meilleur montage pour Vol 93 conjointement avec Clare Douglas et Christopher Rouse